# Hyles satanella
Hyles satanella är en fjärilsart som beskrevs av Stauder. 1913. Hyles satanella ingår i släktet Hyles och familjen svärmare. Inga underarter finns listade i Catalogue of Life.